# Akouda (délégation)
Akouda est une délégation tunisienne dépendant du gouvernorat de Sousse.
En 2004, elle compte 25 717 habitants dont 13 249 hommes et 12 468 femmes répartis dans 6 279 ménages et 8 439 logements.